# Lambillionea
Lambillionea est une revue internationale d'entomologie éditée par l'Union des Entomologistes belges (anciennement Société entomologique namuroise créée à Namur en 1896).

## Description
Les articles publiés dans cette revue se rapportent à l'étude de l'entomologie générale, de la systématique, de l'éthologie, de l'anatomie, de l'écologie et de la biogéographie en particulier, et des questions liées à ces disciplines. Ils traitent également de la protection des populations d'insectes et de la sauvegarde des biotopes favorables à ces populations.

## Taxa décrits
De nombreux taxa ont été décrits dans cette revue comme les papillons du genre Jana (en) (Jana ampla, Jana basoko, Jana demoulini, Jana fletcheri, Jana fontainei, Jana forbesi, Jana hecqui, Jana kivuensis, Jana  nigrorufa, Jana overlaeti, Jana plagiatus, Jana pujoli, Jana seydeli, Jana vandeschricki, Jana viettei) ou encore le coléoptère Bonfilsia pejoti.